# Mitt i nyllet
Mitt i nyllet var ett svenskt TV-program som visas på TV6 under hösten 2007 med Tilde Fröling som programledare. Det handlar om att hjälpa människor hämnas tidigare oförrätter.
Producerad av produktionsbolaget Stockholm-Köpenhamn (STO-CPH).
Ett av programmets moment var även "Ballen & Junior", två osannolika figurer som klädde ut sig till bl.a. poliser och drack sprit på offentliga platser m.m. medan förbipasserande människors reaktioner smygfilmades.
Producent - Bobbo Krull.
Redigering - Michael Jensen.